# Eliot Ness
Eliot Ness (Chicago, Illinois, 1903. április 19. – Coudersport, Pennsylvania, 1957. május 16.) amerikai nyomozó, szeszcsempészet-ellenes kormányügynök. Közismert az Al Capone elleni harca révén. Hosszú-hosszú évtizedeken át ő benne látták a chicagói maffiavezér legyőzőjét, valójában nem ő juttatta börtönbe Caponét, sőt jelentősebb érdemei sincsenek a szervezett bűnözés elleni küzdelemben. Közismert róla, hogy egy tizenegyfős kis csoporttal, az Érinthetetlenekkel próbálta felgöngyölíteni a Capone-féle hálózatot. Bár ez a maroknyi ember az ezerfős gengszterbandával szemben relatíve hátrányban volt, de sokkal megbízhatóbbak voltak bármelyik más ügynöknél vagy rendőrnél. Capone bevett módszere volt a megvesztegetés, Ness embereit viszont soha nem lehetett lefizetni.
Mikor Ness már teljesen tönkrement, akkor írta meg visszaemlékezéseit Érinthetetlenek címmel. A kiadó ösztökélésére a történet zömében fikciókkal bővült, így született meg Ness legendája is, ami főleg filmeket ihletett meg, s amelyek tovább homályosították a valóságot. Az újkorban az emberek már kezdenek józanabbul látni a Ness-legendára, s többen fogadják el a tényt, hogy Capone Frank J. Wilson adóellenőr révén kerülhetett bíróság elé.

## Származása
Eliot Ness Peter Ness norvég származású chicagói pékmester és Emma King fiaként született egy ötgyermekes család legfiatalabb tagjaként. 1925-ben közgazdászként végzett a chicagói egyetemen, majd egy ideig hitelügyintézőként dolgozott egy atlantai cégnél. Ezután visszatért az egyetemre és mesterszakos képesítést nyert kriminológiából.

## Pályafutása
1926-ban belépett egyik unokatestvérével, Alexander Jamie-vel a nemzeti nyomozóirodához. 1927-ben átkerült a szeszcsempészet-elleni ügyosztály kötelékébe.
Megválasztása után Herbert Hoover elnök egyik fő céljának tekintette Al Capone semlegesítését. A hatóságok két dologban folytattak nyomozást Capone ellen: az egyik az Volstead-törvény (a szesztilalom) megsértése, a másik adócsalás. Ness kapta a megbízást, hogy vezesse a nyomozást a Capone által fenntartott zugfőzdék és alkoholkereskedelem ellen.
Ness tisztában volt azzal, hogy az ügyosztályon belül sok a korrupt ügynök, ezért munkatársai körét szűkítette. Előbb ötven főre, majd tizenöt főre és végül tizenegyre korlátozódott a számuk, olyanokra akik talpig becsületes emberek voltak. Ness kiterjedt lehallgatásokat végzett a Capone-bandánál, így nyomára akadt az illegális szeszfőzdékre, amelyeken minden esetben rajtaütött. Hat hónapon belül egymillió dolláros jövedelemkiesést okoztak Al Caponénak. Ness akkoriban azt nyilatkozta a sajtónak, hogy Capone megpróbálta őt is lekenyerezni két darab ezer dolláros csekkel, ám ő kereken visszautasította a kenőpénzt. Ness-t ugyanakkor egyik alkalommal sem próbálták megölni, bár az egyik közeli barátját a gengszterek meggyilkolták.
Ness sokszor szerepelt a médiában, egyrészt, hogy Capone hírnevét ássa alá és a rendőrséget tüntesse fel jó színben, másrészt a saját presztízsének a növekedését kívánta ezáltal elősegíteni, amivel saját hírnévre és akár vagyonra is szert tehetett volna.
Ness erőfeszítései nyomán a hatóságok vádat emeltek Al Capone ellen. A vádak között volt a Volstead-törvény mintegy ötezer rendbeli megsértése (ezt Ness bizonyítékaira alapozták), illetve 22 rendbeli adócsalás. Az adócsalással kapcsolatos bizonyítékokat Wilson gyűjtötte közel két éven át, s a kezébe kerültek játékbarlangok jövedelméről szóló pénztárkönyvek, amelyek egyértelműen Caponéhoz voltak köthetők. Perdöntőnek a Wilson-féle bizonyítékok szolgáltak, ennek alapján egy hosszabb tárgyalást követően Al Caponét bűnösnek találták és maximális, 11 évig terjedő szabadságvesztést róttak ki rá, ezzel is igyekeztek hosszabb időre eltávolítani az útból a rettegett maffiavezért.
Ness-t érdemeiért az ügyosztály főnökévé nevezték ki, bár alig volt jelentős szerepe Al Capone elítélésében. A hátralévő két évben még folytatta az alkoholcsempészet elleni küzdelmet, de a társadalom mindinkább ellenszenvesen viszonyult a Volstead-törvényhez, sőt inkább vásárolta a Capone-féle főzdék alkoholját, lévén az emberek továbbra is inni akartak. A társadalom az alkoholüzéreket, alkoholcsempészeket és illegális kereskedőket nem is tekintette igazi bűnözőnek, a Volstead-törvény megsértésért tehát tulajdonképpen nagyon nehezen ítélhették volna el Al Caponét, Ness pedig soha nem győzhette volna így le a maffiafőnököt. Az általa feltárt bizonyítékok is csak közvetett szerepet játszottak, ellentétben a Wilson-féle adatgyűjtés sokkal hasznosabb volt.
Capone ráadásul nem vette sose komolyan Ness-t, s bár hatalmas kára származott Ness tevékenységéből, de még ő sem tudta megingatni az alkoholárusításra alapozódott bűnbirodalmat. Caponénak sokkal kiterjedtebb volt a hálózata, illetőleg a jövedelemforrása sem kizárólag az alkoholból származott, következésképp a veszteségeket is pótolni lehetett. Az információs hálózata is jobb volt Caponénak, s volt alkalom, hogy sikerült meghiúsítani Ness tervét, egy zugfőzde elleni rajtaütési kísérletet. Caponét a korrupció is segítette, sőt ő sokkal nagyobb összegeket tudott fizetni információkért cserébe.

## Kudarcai
A Volstead-törvény visszavonását követően Ness-t áthelyezték, előbb Ohióba, majd Kentuckyba. Egyebek mellett Clevelanden korrupciós ügyek felderítésével foglalkozott. Új célként a korrupció-elleni harcot jelölte ki magának, ám karrierje lejtmenetet vett. A túlzott munkatempó és a stressz kikezdték az idegrendszerét. A városban 1935 és 1938 között számos, brutális gyilkosság történt, amiket sose sikerült megoldania. Az elharapódzó nehézségek következtében 1938-ban elhagyta felesége, Edna Staley. A kikészült Ness rákapott az alkoholra, konfliktusai támadtak és egyik alkalommal autóbalesetet is okozott, amikor részegen a volánhoz ült.
1939-ben újra nősült, egy Eveline Michelow nevű illusztrátort vett feleségül. 1942-ben Washingtonba költözött, ahol a szövetségi kormány ügynökeként a hadseregen belül működő illegális prostitúció felszámolásánál dolgozott. Üzleti vállalkozásokba is belefogott, de kellő érzék hiányában nem sokra vitte. Második házassága is közben zátonyra futott, de harmadszor is megnősült. 1951-ben indult Cleveland polgármesteri székéért, ebben pedig támogatta Diebold vállalat is, amelynek alkalmazásában állt. A választásokat azonban elvesztette és a Diebold is kizárta őt.
Kudarcai nyomán Ness egyre inkább az alkoholba menekült és egy csomó tartozást halmozott fel. Korábbi munkáját elvesztette, helyette mindenféle munkát volt kénytelen elvállalni. Volt könyvesbolti jegyző, gyorsétkezdében eladó és elektronikai alkatrészekkel kereskedő. 1953-ban a Guaranty Paper Vállalt alkalmazásába került, ahol a lehetséges csalások felderítésénél ill. meggátolásánál dolgozott. A vállalat Clevelandből a pennsylvaniai Coudersport nevű kisvárosba költözött át, s mivel Ness munkahelye is itt volt, ezért ő is Coudersportban települt le.
Ekkoriban már anyagi helyzete javult, s ugyan az ivásról nem szokott le, de helyzete is rendeződött. Egy szerény bérlakásban élt feleségével, Elisabeth Andersen Seaverrel és fogadott fiával, Roberttel. Ness, aki az italmérésekben ücsörögve már csak árnyéka volt egykori önmagának, afféle részeges mesemondóként szerzett magának hírnevet az emberek körében. Gyakran beszélt ifjúkori munkájáról az ügyosztálynál, a Capone elleni harcról, s még némiképp el is túlozta a történeteit.

## AzÉrinthetetlenek
Ness később elhatározta, hogy emlékeit könyv formájában megörökíti. A kiadó, amellyel a megjelentetésről tárgyalt, elküldte hozzá Oscar Fraley szerkesztőt, aki felvázolta Nessnek néhány ötletét a könyvvel kapcsolatban, hogy eladhatóvá lehessen tenni. A fikció is döntően Fraley-től származott.
Ness éppen előleget kapott a könyvére a kiadótól és folyamatban volt a nyomdai előkészítés, amikor otthonában hirtelen szívroham érte, s meghalt, miközben ő egy pohár vizet szeretett volna inni. Testét elhamvasztották és Clevelandban egy tóba szórták.
Szülővárosában Chicagóban eddigre már elfeledték és nem volt visszhangja halálhírének. A megjelenő könyv azonban átütő sikert hozott és rövidesen Nesst hősként kezdték tisztelni. A könyv alapján hamarosan tévésorozatot, majd több filmet is készítettek, a leghíresebb alkotás ezek közül Brian De Palma Aki legyőzte Al Caponét c. film, Ennio Morricone zenéjével, Kevin Costnerrel a főszerepben. Eliot Ness nevét továbbá sörmárka és épületek is őrzik.